# Červená Zahrada
Červená zahrada je zaniklá usedlost v Praze 5-Smíchově v jižní části ulice Nádražní poblíž Císařské louky.

## Historie
Hospodářskou usedlost vlastnil v 1. polovině 19. století Jindřich Herz. Rozlehlý dvůr tvořily velké budovy na půdorysu písmene „E“ a patřily k němu pozemky podél Vltavy.
V 80. letech 19. století byl dvůr v majetku rodiny Zintlovy a počátkem 20. století zde sídlila firma Hrůza a Rosenberg. Za vlastnictví této firmy byla usedlost zbořena a na jejím místě postaven objekt nový pod stejným číslem popisným.
V prvním desetiletí 20. století nesla název Červená zahrada konečná zastávka tramvajových linek ve směru od Anděla, až v roce 1925 byla trať prodloužena k lihovaru. 
Zajímavý je platan javorolistý, který roste v Nádražní ulici při jedné z budov. Za významný strom byl vyhlášen roku 2013.